# 楠田香穂里
楠田 香穂里（くすだ かおり、1974年5月29日 - ）は、宮崎県出身の元女子バスケットボール選手・指導者である。旧姓川上。ニックネームは「サン」。ポジションはポイントガード。

## 来歴
唐瀬原中でバスケを始め、小林高校を経てジャパンエナジーに入社。
チームの主力として長き渡り活躍し、JOMO黄金時代に多大に貢献。
また、全日本のメンバーにも選ばれ1998年、2002年の世界選手権など国際大会にも出場。1998年アジア大会では金メダルを獲得した。
2003年5月に結婚。
2004年にはアテネ五輪に唯一の既婚者として選ばれる。この時点で一度引退を撤回し、同大会を最後に現役引退。
2010年共栄大学女子バスケットボール部監督に就任。

## 経歴
- 小林高校 - ジャパンエナジー（1993年〜2004年）

## 日本代表歴
- 1998世界選手権
- 2002世界選手権
- 2002アジア大会
- 2004アテネ五輪

## 受賞歴
- 2001・2002年間ベスト5賞